# Шекинское царство
Шекинское царство (также царство Эрети или царство Албании, Гаргарское царство) — средневековое государство в Закавказье. Исследователь Давид Мусхелишвили считает, что к середине VIII века образовалось княжество, позднее стало царством.

## Название
В армянских и византийских источниках Шекинское царство традиционно представляется как «царство Албании», а в грузинских источниках как «царство Эрети». Грузинский исследователь Д. Л. Мусхелишвили считает, «что название этого царства грузины производили от имени ближайших их соседей, древнеалванского племени эров, арабы — от имени столицы, г. Шаки. Армяне же и византийцы назвали его так потому, что оно возникло на территории бывшего Алванского царства». В арабских источниках царство известно как «царство Шаки». Наряду с этим, Д. Л. Мусхелишвили отмечает, что «… грузинские источники также употребляют иногда термин Шаки, вместо термина Эрети»; «до X века никаких сведений об Эретском княжестве в грузинских источниках мы не встречаем». В «Ашхарацуйце» Вардана вардапета это Албанское царство, которое возникло на древней территории расселения гаргаров, называется «Гаргарское».

## Население
Арабские историко-географы IX—X веков определяют национальность населения области как  «шекинцев», а иногда и как  «уд», обозначающую утийцев. Во времена арабского историка Яхья Баладхури (ум. 892) в Шеки ещё фиксируются представители одного из албанских племён — утиев.

## История

### Сложение Шекинского царства
Арабский историк ал-Балазури сообщает о некоего «владетеля Шеки», при втором арабском халифе Омаре (634—644) — во время завоевания арабов в Закавказье. По приказу халифы Османа (644—656) выступивший в поход на Арран арабский полководец с правителями «Шаккана и Камибазана заключил мир на условиях выплаты дани». Ряд эмиров одни за другими назначались халифами в Азербайджан, Арран и Армению. Источник сообщает, что в «820 году халифа Абдуллах аль-Мамун послал в эти области Халида, сына Йазида б. Мазйада аш-Шайбани. Народ Шакки восстал против него и убил его представителя. Халид двинулся против них, и, хотя они напали на него ночью, он нанес им поражение и убил многих из них. Они попросили мира, и он даровал им его с условием платить ему ежегодно 500 тыс. дирхемов. Он взял заложников и ушел».
Мовсес Каланкатваци в «Истории страны Алуанк» в первой четверти IX века упоминает некоего «владетеля Шеки».
Грузинские источники сообщают о трех братьях, в середине VII—начале VIII переселивших из Тарона в область Шеки. В начале IX века значимую роль в истории Аррана играл Сахл Смбатян, который в армянских и арабских источниках называется правителем Шеки. Прямых свидетельств о его происхождении нет. Но поскольку иная информации о правителях Шеки в источниках отсутствует, Владимир Минорский предполагает, что Сахл Смбатян мог являться представителем этого рода. В «Истории страны Алуанк» Сахл ибн Смбат представлен как представитель Арраншахов. Согласно тому же источнику, Сахл Смбатян принадлежал к «роду царей Зармирхакан». Однако там же отмечается, что последний представитель рода Михранидов Вараз-Трдат II был убит в 822 г., что означает, как считает Минорский, отсутствие кровной связи между Сахлом Смбатяном и Арраншахами. А титул «арраншах» им был перенят. По мнению Кирилла Туманова, Сахл Смбатян мог принадлежать к роду Багратидов. Чарльз Доусетт, не соглашаясь с мнением Минорского и Туманова, считает, что Сахл Смбатян был потомком Араншахов из рода Зармихра, представители которых были убиты Михранидами. Вместе с тем Доусетт не исключает, что его заслуживающая уважения местная генеалогия могла быть ложно придуманной с целью узаконить его притязания на трон Албании.

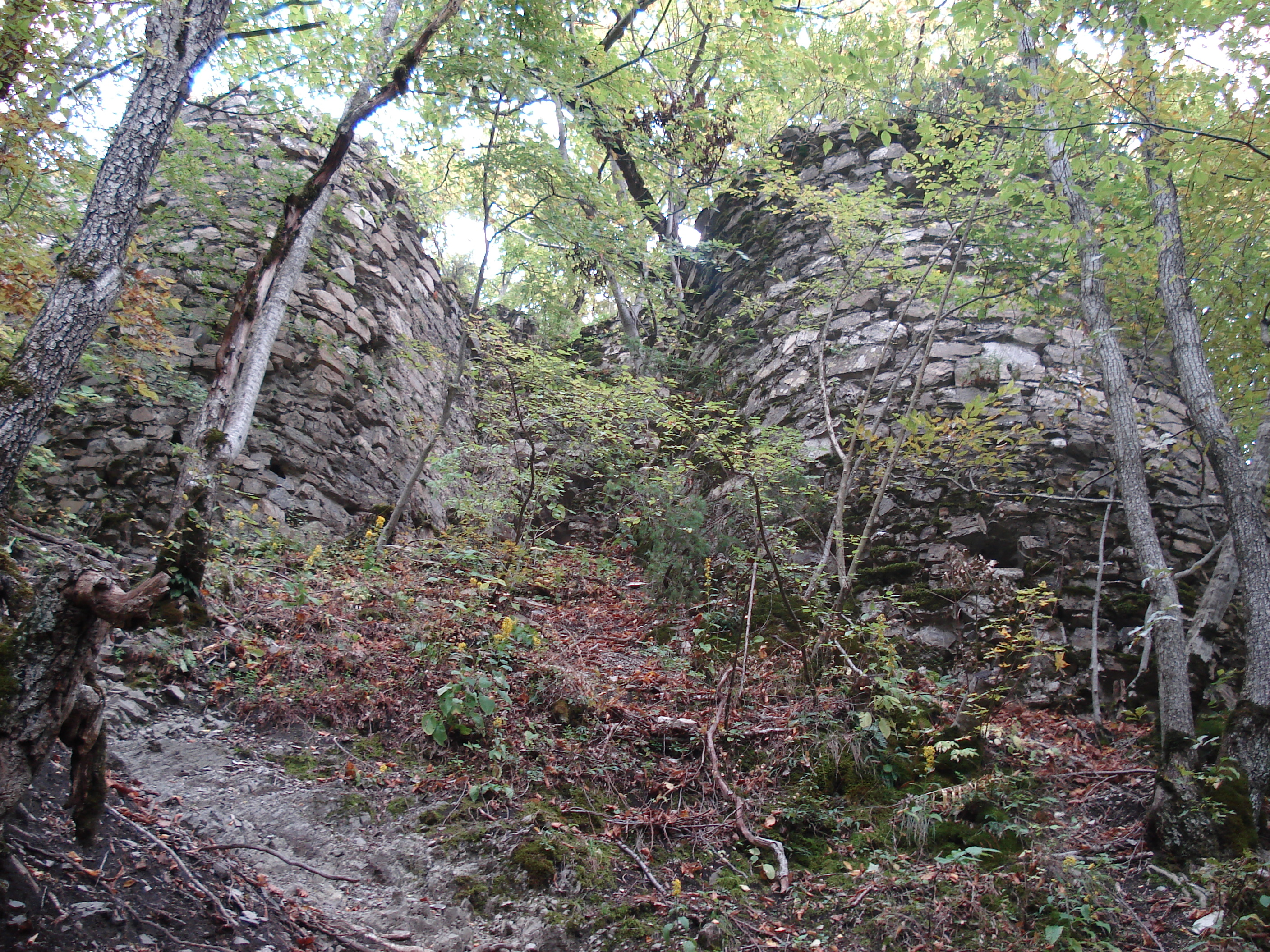
Южные ворота крепости Гелярсан-Гёрарсан (VIII—IX вв.)

Вскоре после убийства Вараз-Трдата (821 или 822), владыка Шеки Сахл Смбатян распространил свою власть на весь Арран и провозгласил свою независимость от Халифата. Годы спустя, Сахл помирился с арабами, пленив и доставив к ним мятежника Бабека (ок. 837 г.). За это он получил вознаграждение в один миллион дирхамов, титул батрика с прилагающейся к нему тиарой, а также пояс, украшенный драгоценными камнями. Кроме того, ещё сто тысяч дирхамов получил его сын и наследник Муавия.
Позже, однако, армянский историк Товма Арцруни (конец IX — начало X вв.) упоминает «Сахла, сына Смбата, князя Шаке», в числе князей, схваченных в 854 году арабским военачальником Буга аль Кабиром, наряду с князем хаченским Атрнерсехом и князем арцахским Есаи Абу Мусе. Схваченные князья были отправлены в ссылку в Самарру, столицу Халифата. Описывая те же события, современник Арцруни, мусульманский историк Табари, указывает в числе депортированных князей не самого Сахла, а его сына Муавию (Муавия ибн Сахл ибн Сунбат), которого Табари называет «батрик Арана».
Так или иначе но после этого события, согласно В. Минорскому, на протяжении значительного временного промежутка об истории преемников Сахла нам ничего не известно, пока в начале X века мы не слышим о владыке Шеки Адарнасе. Последний упоминается в контексте совместного нападения кахетинского царя Квирике I и абхазского царя Константина III на Эрети, несколько позже 914 года. Патрикий Адарнасе (именно так он упоминается в грузинских хрониках) встретился с союзниками в крепости Вежи и смог добиться с ними мира уступив 3 крепости.
По мнению советского историка А. Крымского, царство после пленения Сахла Смбатяна на 30 лет прекратило своё существование, пока около 885 года внук Сахла — Григор Амам не «восстановил разгромленное албанское царство», в основном в западной части правобережья Куры, где ранее правили Михраниды. Но его власть распространялась и на левобережье, где находилось Шеки. Правителя же Шеки начала X века Адарнасе, Крымский называет сыном внука Григора (тёзки своего деда). Стоит отметить однако, что дедом Григора Амама мог быть не Сахл Смбатян, а Саак Сюни (чьё имя также передавалось как Сахл), сын правителя Сюника — Васака Сюни. Сыном Саака Сюни, был Атрнерсех (Адарнасе), князь армянского княжества Хачен, взявший в жёны принцессу Спрам, последнюю представительницу дома Михранидов. Этого мнения придерживались Владимир Минорский (указывавший на ошибочность мнения Крымского) и Кирилл Туманов. Согласно сообщениям Мовсеса Каланкатваци, потомки этого брака становятся правопреемниками старой династии Михранидов. Комментируя мнение Крымского, В. Минорский отмечает, что хоть версия о том, что правитель Шеки Адарнасе (начало X века) и Адарнасе ибн Амам (потомок Григора Амама), это один и тот же человек, выглядит заманчивой, однако возможно также, что Адарнасе Шекинский был прямым или боковым потомком Сахла Смбатяна. 

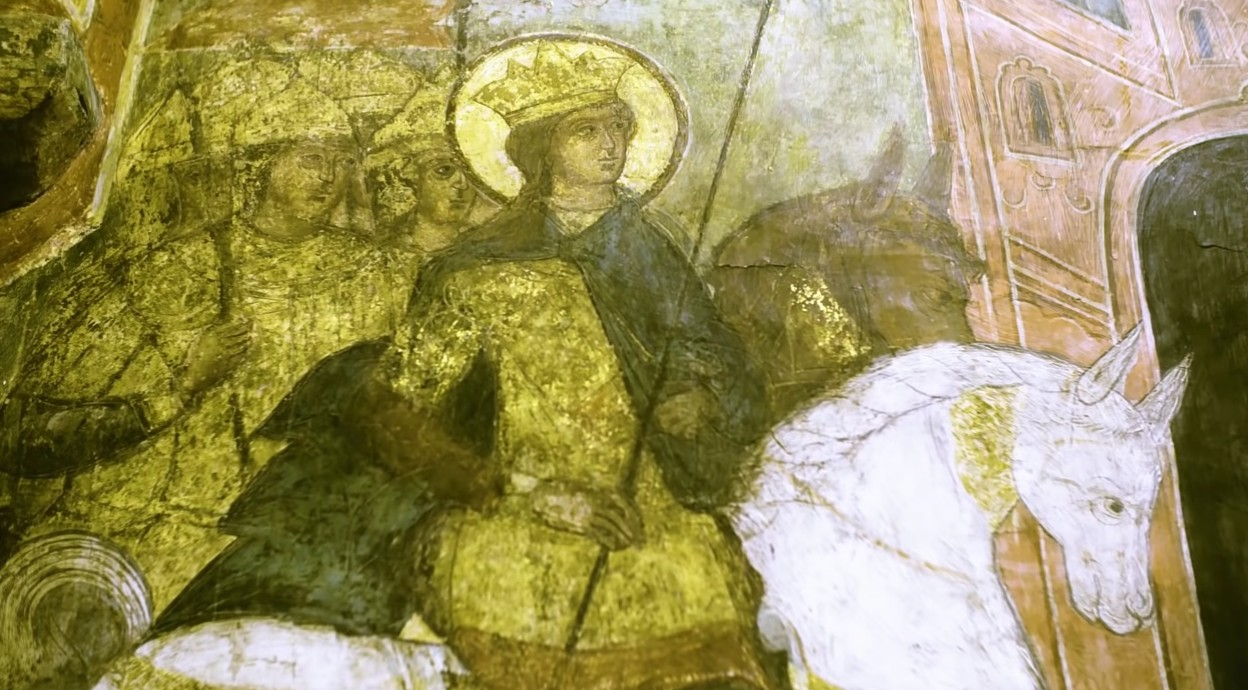
Фреска царицы Динара в Московском Кремле.

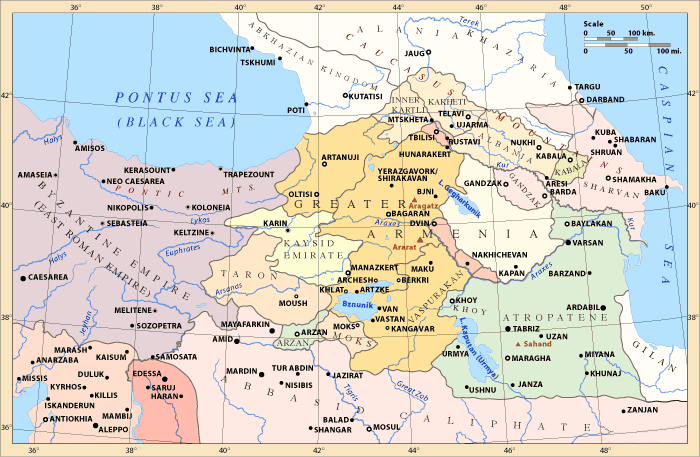
Шекинское царство в 884—962 годах

Последним известным правителем независимого Шеки был Ишханик, чья связь с Адарнасе не ясна. Согласно грузинским хроникам, матерью Ишханика была грузинская царица Динара, которая обратила его от армянской церкви к греко-православию. По мнению Минорского, обращение Ишханика в греко-православие стало симптомом нарастающего грузинского влияния на регион, приведшего в конце концов к аннексии Эрети Кахетинским царством (между 950 и 1050 годами. Согласно грузинским хроникам, до его правления население области придерживалось армянского вероисповедания, но он  обратил их в православие. В 955 году властитель Шеки Ишханик упоминается в числе данников дейлемитского вождя Марзубана.

### Вхождение в состав Кахетии

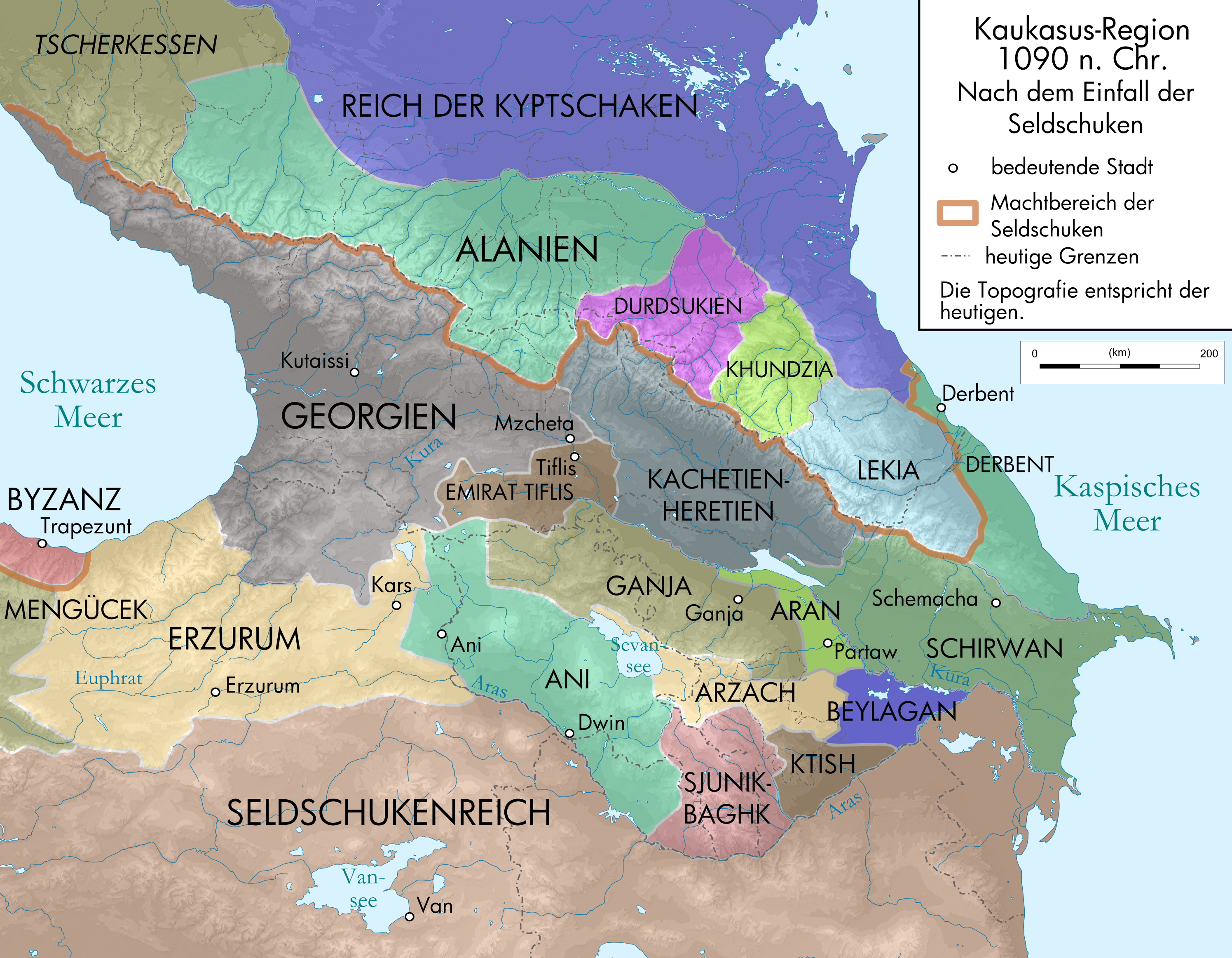
Эретия в составе Кахетии

В 1008 году хорепископ Кахетии Давид при поддержке правящих кругов Шеки сумел присоединить это царство к своему княжеству. Сразу же после этого царь Абхазии Баграт III присоединил Кахетинское царство к своим владениям. Однако 20-х годах XI века Квирике III — сын Кахетинского хорепископа Давида, завладел Кахетией и присоединив Шеки (Эрети), стал царём, сделал Телави столицей. Официально титул правителя этого новообразованного царства звучал как «царь ранов и кахов».
В 1038 году объединенный трон Кахети и Эрети унаследовал сын царя Ташир-Дзорагетского царства Давида I Безземельного Гагик, приходившийся племянником Квирике III. С тех пор и до 1105 года здесь правила армянская династия Кюрикидов.

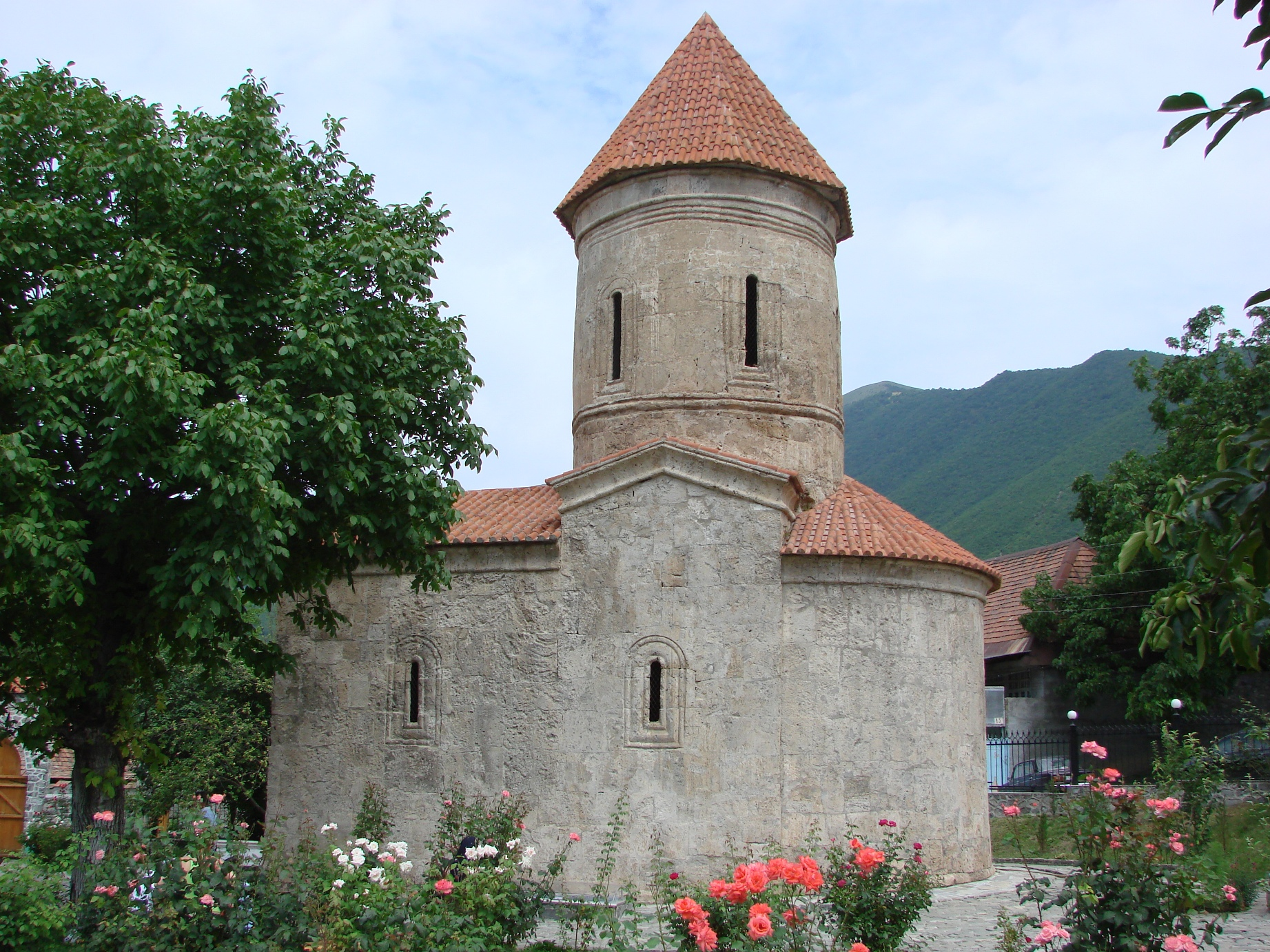
Церковь в селе Киш

Объединенное царство просуществовало до начала XII века. Оно принимало довольно активное участие в политических событиях XI века. Мусульманский источник, описывающий события XI века, несколько раз упоминает «Ахсартана ибн Гагика — владетеля Шакки (Шеки)». В. Ф. Минорский считает, что «нет сомнения в том, что Ахсартан, является кахетинским царем Ахсартаном II (1058—1084)». Самуел Анеци под 1082 годом упоминает «Квирике — царя Шаки». Вардан указывает того же Квирике, как «царь Албании», который очевидно, соответствует «царю Кахетии Квирике» грузинской летописи. Примерно в этот период, с 1084 по 1102 годы в Кахети-Эрети правил царь Квирике IV.

### Последний период существования
В 1105 году царь Грузии Давид Строитель присоединяет к своему владению Кахетию. Однако, Шеки некоторое время сохранила независимость. По «Картлис цховреба», только в 1117 году Давид «подчинил Григолисдзе Асата и Шота, и взял крепость Гиш (Киш)».

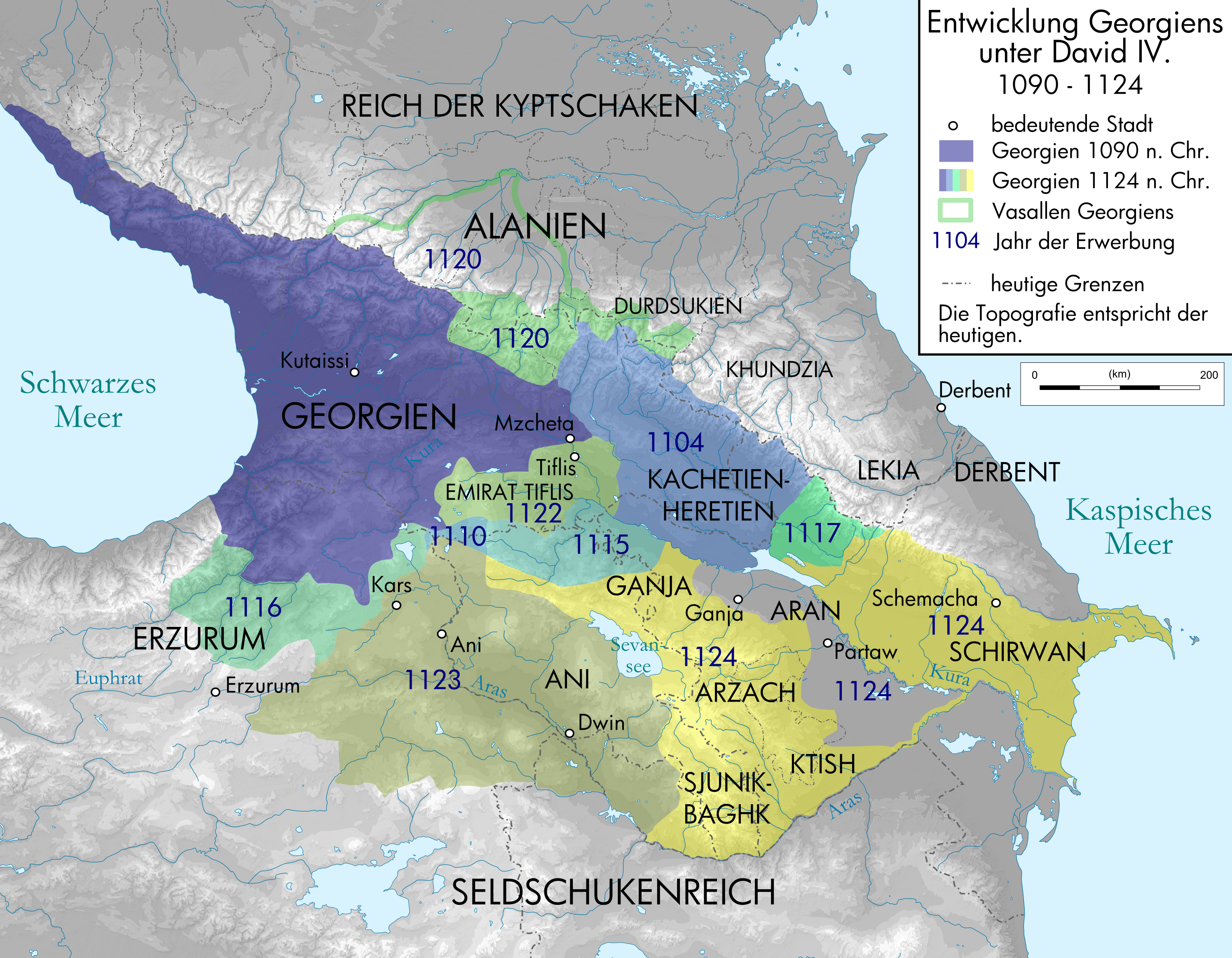
Экспансия Давида Строителя

После этого на некоторое время, титул «царя Шаки» перешел грузинским царям и царицам. Например, сохранились образцы писем, адресованных царям и видным сановникам Грузии; в одном из них царь Грузии Давид (Строитель?) величается «царем царей Абхаза, Шаки, Алана и Руса», в другом — анонимный царь той же Грузии — «царем царей Гюрджи, Абхаза, Шаки и Хазара», а в третьем царь Георгий-Лаша, сын царицы Тамар — «царем царей Абхаза, Шаки и Алана». Персидский поэт Фалаки Ширвани в «Оде на смерть Деметре I» так говорит о нём: «Шахиншах Абхаза и Шаки».
Однако, не позднее первой четверти XIII века Шеки являлся во владении Ширваншахов. Позже, из переписки Рашид ад-Дина (1247—1317) отчётливо видно, что в монгольское время Шеки — был включен в состав государства Хулагуидов К концу XIV века на территории бывшего Шекинского царства снова возникло независимое Шекинское государство.
| Название владетеля                                           | Период правления                                                   | Указывается как «царь Шеки», или «владетеля Шеки» | Указывается как «царь Албании»                              | Указывается как «царь или князь Эрети» | Указывается как «царь Кахетии» |
| ------------------------------------------------------------ | ------------------------------------------------------------------ | ------------------------------------------------- | ----------------------------------------------------------- | -------------------------------------- | ------------------------------ |
| Аноним                                                       | Во время правления халифы Османа (644—656)                         | Ал-Белазури                                       |                                                             |                                        |                                |
| Аноним                                                       | Во время правления католикоса Кавказской Албании Давида (824—852). | «История страны Алуанк»                           |                                                             |                                        |                                |
| Сахл ибн Смбат                                               | 821—854                                                            | Товма Арцруни                                     | «История страны Алуанк»; Ал-Белазури                        |                                        |                                |
| Григор-Амам                                                  | с 2-я пол. IX века                                                 |                                                   | «История страны Алуанк»;Степанос Таронеци; Степанос Орбелян | надпись церкви в с. Ередви             |                                |
| Артнерсе, сын Григора-Амама                                  | 910—до середины X в.                                               | аль-Масуди                                        | Ованес Драсханакертци                                       | «Картлис цховреба»                     |                                |
| Ишханик — Абу аб дул-Малик, сын Артнерсе, внук Григора-Амама |                                                                    | Ибн-Хаукаль                                       | Степанос Орбелян; Константин Порфирородный; Анания Мокаци   |                                        |                                |
| Абулал                                                       | 1010                                                               |                                                   |                                                             | «Картлис цховреба»                     |                                |
| Квирике Великий                                              | 1014—1039                                                          | Самуел Анеци                                      | Вардан Аревелци                                             |                                        | «Картлис цховреба»             |
| Гагики (из династии Кюрикян)                                 | 1039—1058                                                          |                                                   |                                                             |                                        | «Картлис цховреба»             |
| Агсартан I                                                   | 1058—1084                                                          |                                                   |                                                             |                                        | «Картлис цховреба»             |
| Квирике IV                                                   | 1084—1102                                                          |                                                   |                                                             |                                        | «Картлис цховреба»             |
| Агсартан II (Ахистан, также Ахсартан)                        | 1102—1105                                                          | Садр ад-Дин Али ал-Хусайни; Мунеджимбаши          |                                                             |                                        | «Картлис цховреба»             |
| Григолисдзе Асат и Шот                                       | ?—1117                                                             | «Картлис цховреба»                                |                                                             |                                        |                                |

## Территория
Д. Л. Мусхелишвили предлагает, что
приблизительную линию границы Шекинского царства в IX — первой половине X вв можно представить по данным грузинских историков: в Алазанской долине она проходила немного западнее село Веджини и Гавази (Ахалсопели); на Иорском плато − немного восточное Гареджийского монастыря и сел. Бодбе. На севере границей служил, конечно, Кавказский хребет, причем, нет сомнения, что и юго-западный район Дагестана входил в состав этого царства.
Д. Л. Мусхелишвили учитывая сведения арабских источников X века так же отмечает, что с запада Шеки граничил с Санарией, то есть Кахетским княжеством, а с востока с маленьким царством Кабалой; что касается южной границы, то, можно было бы предположить, что она проходила по Куре.

Карта Абу-л-Касим ибн Хаукала (II пол. X в.). С нижней стороны к горам примыкают города «ал-Лайджан, Кабиса, Шаки, Кабала»

Согласно «Худуд аль-алам» , в X веке протяженность территории Шеки было 70 фарсах. Но В. Ф. Минорский эту информацию считает не правильнoй.
А Ибн Мискавейх (ок. 932/936—1030) пишет, что «Мубарак есть большое селение у ворот Бердаа… Этот Мубарак есть начало границы с Шаки».
В. Ф. Минорский отмечает, что «территория Шакки расположенная на север от Куры, имела свою собственную династию, которая в IX в. расширяла своё влияние на Арран».

## Столица
Изначально центром царства являлся город Шеки. Арабские авторы часто упоминают о нём. Так, например, аль-Мукаддаси говорит, что расположен «Шакки (Шеки) на равнине; большая часть жителей — христиане, а соборная мечеть на площади мусульман». С самого начала XI века центром царства стал город Телави, который X веке по указанию аль-Мукаддаси был один из самым известным городом Аррана. В начале XII века центром царства являлась крепость Киш.